# Erkan Teper
Erkan Teper (ur. 18 maja 1982 w Ahlen) – niemiecki bokser pochodzenia tureckiego, były mistrz Europy wagi ciężkiej.

## Kariera
Karierę zawodową rozpoczął 4 września 2010, wygrywając w Kolonii przez techniczny nokaut w rundzie trzeciej z Marcelem Zellerem (22-7).
Po dwunastu zawodowych wygranych z rzędu (pokonał między innymi cenionego Gbengę Oloukuna, Michaela Sprotta czy Martina Rogana) 13 czerwca 2014 w Monachium przystąpił do walki o tytuł mistrza Unii Europejskiej. Jego rywalem był niepokonany wówczas Newel Ouatah (12-0). Teper wygrał ten pojedynek przez RTD w 6 rundzie, wywalczając mistrzowski tytuł.
14 marca 2015 zawalczył w Stuttgarcie z reprezentantem Francji, Johannem Duhaupasem (31-1), a stawką pojedynku był tytuł IBF Inter-Continental. Zwyciężył jednogłośnie na punkty (116-111, 115-112, 116-111).
17 lipca 2015 w Ludwigsburgu znokautował w drugiej rundzie Davida Price’a (19-2) i zdobył tym samym wakujący pas mistrza Europy. Tytuł odebrano mu kilka miesięcy później, po tym, jak w jego organizmie wykryto niedozwolone środki.
Na ring po dyskwalifikacji spowodowanej dopingiem wrócił 3 lipca 2016, pokonując na punkty Derrica Rossy'ego (30-11).
15 października 2016 w Willemsbrugu przegrał walkę o pas WBO European wagi ciężkiej z Christianem Hammerem (19-4). Sędziowie punktowali niejednogłośnie (112-116, 112-117, 115-113) na korzyść jego rywala.
18 marca 2017 w Lipsku zmierzył się z reprezentantem Polski Mariuszem Wachem (32-2), przegrywając tę walkę jednogłośnie na punkty (112-116, 113-115, 113-115). Stawką pojedynku był tytuł IBF East/West Europe wagi ciężkiej.